# 比嘉聰
比嘉 聰（ひが さとし、1952年（昭和27年） 4月8日- ）は、琉球古典音楽家。人間国宝、重要無形文化財保持者（組踊音楽太鼓）。

## 人物
沖縄県国頭郡久志村（現名護市）出身。

## 来歴
- 1971年：琉球大学郷土芸能研究クラブで三線と太鼓を始める。
- 1972年：太鼓を島袋光史、歌三線を棚原忠徳に師事。
- 1976年：光史流太鼓保存会教師免許を取得。
- 1979年：野村流組踊地謡研究会主催「万歳敵討」で組踊音楽太鼓の初舞台。
- 1981年：琉球古典音楽野村流保存会教師免許を取得。
- 1985年：光史流太鼓保存会「比嘉聰練場」開始。
- 1988年：光史流太鼓保存会師範免許を取得。
- 1991年：琉球古典音楽野村流保存会師範免許を取得。
- 1996年：沖縄県立芸術大学非常勤講師。
- 2001年：県指定無形文化財「沖縄伝統舞踊」（太鼓）保持者認定。
- 2005年：国立劇場おきなわ組踊研修講師。
- 2011年：独演会「光源の響き」（国立劇場おきなわ大劇場にて）開催。
- 2015年：重要無形文化財「組踊」（総合認定、太鼓）保持者認定。沖縄県立芸術大学教授就任。
- 2017年：重要無形文化財「組踊音楽太鼓」（各個認定、人間国宝）、「組踊」（総合認定）保持者認定[1]。
- 2022年：旭日中受章